# Copa de Europa de Baloncesto 3×3 Femenino de 2025
La X Copa de Europa de Baloncesto 3×3 Femenino se celebrará en Copenhague (Dinamarca) entre el 5 y el 7 de septiembre de 2025 bajo la organización de FIBA Europa y la Federación Danesa de Baloncesto.
Un total de doce selecciones nacionales afiliadas a FIBA Europa competirán por el título de campeón europeo, cuyo actual defensor es el equipo de España, vencedor de la Copa de 2024.

## Equipos participantes
| Competición             | Fecha                   | Sede       | Plazas | Equipos clasificados          |
| ----------------------- | ----------------------- | ---------- | ------ | ----------------------------- |
| País anfitrión          | –                       | –          | 1      | Dinamarca                     |
| Campeón defensor        | 22–25 de agosto de 2024 | Austria    | 1      | España                        |
| Ranking Mundial 3×3     |                         |            | 3      | Alemania Francia Países Bajos |
| Torneos clasificatorios |                         | Eslovaquia | 3      | Austria Gran Bretaña Lituania |
| Torneos clasificatorios |                         | Rumania    | 3      | Hungría Polonia Ucrania       |
| Torneos clasificatorios |                         | Kosovo     | 1      | Azerbaiyán                    |
| TOTAL                   |                         |            | 12     | 12                            |

## Ronda preliminar

### Grupo A
| Pos. | Equipo       | PJ | G | P | PF | PC | DP | Pts | Clasificación    |
| ---- | ------------ | -- | - | - | -- | -- | -- | --- | ---------------- |
| 1    | Países Bajos | 0  | 0 | 0 | 0  | 0  | 0  | 0   | Cuartos de final |
| 2    | Austria      | 0  | 0 | 0 | 0  | 0  | 0  | 0   | Cuartos de final |
| 3    | Lituania     | 0  | 0 | 0 | 0  | 0  | 0  | 0   |                  |

 Fuente: FIBA
Criterios de clasificación: 1) Victorias; 2) Resultados cara a cara; 3) Puntos anotados.

### Grupo B
| Pos. | Equipo     | PJ | G | P | PF | PC | DP | Pts | Clasificación    |
| ---- | ---------- | -- | - | - | -- | -- | -- | --- | ---------------- |
| 1    | Francia    | 0  | 0 | 0 | 0  | 0  | 0  | 0   | Cuartos de final |
| 2    | Ucrania    | 0  | 0 | 0 | 0  | 0  | 0  | 0   | Cuartos de final |
| 3    | Azerbaiyán | 0  | 0 | 0 | 0  | 0  | 0  | 0   |                  |

 Fuente: FIBA
Criterios de clasificación: 1) Victorias; 2) Resultados cara a cara; 3) Puntos anotados.

### Grupo C
| Pos. | Equipo       | PJ | G | P | PF | PC | DP | Pts | Clasificación    |
| ---- | ------------ | -- | - | - | -- | -- | -- | --- | ---------------- |
| 1    | España       | 0  | 0 | 0 | 0  | 0  | 0  | 0   | Cuartos de final |
| 2    | Hungría      | 0  | 0 | 0 | 0  | 0  | 0  | 0   | Cuartos de final |
| 3    | Gran Bretaña | 0  | 0 | 0 | 0  | 0  | 0  | 0   |                  |

 Fuente: FIBA
Criterios de clasificación: 1) Victorias; 2) Resultados cara a cara; 3) Puntos anotados.

### Grupo D
| Pos. | Equipo        | PJ | G | P | PF | PC | DP | Pts | Clasificación    |
| ---- | ------------- | -- | - | - | -- | -- | -- | --- | ---------------- |
| 1    | Alemania      | 0  | 0 | 0 | 0  | 0  | 0  | 0   | Cuartos de final |
| 2    | Polonia       | 0  | 0 | 0 | 0  | 0  | 0  | 0   | Cuartos de final |
| 3    | Dinamarca (H) | 0  | 0 | 0 | 0  | 0  | 0  | 0   |                  |

 Fuente: FIBA
Criterios de clasificación: 1) Victorias; 2) Resultados cara a cara; 3) Puntos anotados.

## Fase eliminatoria

### Cuadro
|  | Cuartos de final | Cuartos de final |  |  | Semifinales     | Semifinales     |  |  | Final           | Final           |  |
|  | 7 de septiembre  | 7 de septiembre  |  |  | 7 de septiembre | 7 de septiembre |  |  | 7 de septiembre | 7 de septiembre |  |
|  |                  |                  |  |  |                 |                 |  |  |                 |                 |  |
|  |                  |                  |  |  |                 |                 |  |  |                 |                 |  |
|  | A1               |                  |  |  |                 |                 |  |  |                 |                 |  |
|  |                  |                  |  |  |                 |                 |  |  |                 |                 |  |
|  | C2               |                  |  |  |                 |                 |  |  |                 |                 |  |
|  |                  |                  |  |  |                 |                 |  |  |                 |                 |  |
|  |                  |                  |  |  |                 |                 |  |  |                 |                 |  |
|  |                  |                  |  |  |                 |                 |  |  |                 |                 |  |
|  | D1               |                  |  |  |                 |                 |  |  |                 |                 |  |
|  |                  |                  |  |  |                 |                 |  |  |                 |                 |  |
|  | B2               |                  |  |  |                 |                 |  |  |                 |                 |  |
|  |                  |                  |  |  |                 |                 |  |  |                 |                 |  |
|  |                  |                  |  |  |                 |                 |  |  |                 |                 |  |
|  |                  |                  |  |  |                 |                 |  |  |                 |                 |  |
|  | B1               |                  |  |  |                 |                 |  |  |                 |                 |  |
|  |                  |                  |  |  |                 |                 |  |  |                 |                 |  |
|  | D2               |                  |  |  |                 |                 |  |  |                 |                 |  |
|  |                  |                  |  |  |                 | Tercer lugar    |  |  |                 |                 |  |
|  |                  |                  |  |  |                 |                 |  |  |                 |                 |  |
|  |                  |                  |  |  |                 |                 |  |  |                 |                 |  |
|  | C1               |                  |  |  |                 |                 |  |  |                 |                 |  |
|  |                  |                  |  |  |                 |                 |  |  |                 |                 |  |
|  | A2               |                  |  |  |                 |                 |  |  |                 |                 |  |
|  |                  |                  |  |  |                 |                 |  |  |                 |                 |  |
|  |                  |                  |  |  |                 |                 |  |  |                 |                 |  |